# Etnias de la República Centroafricana

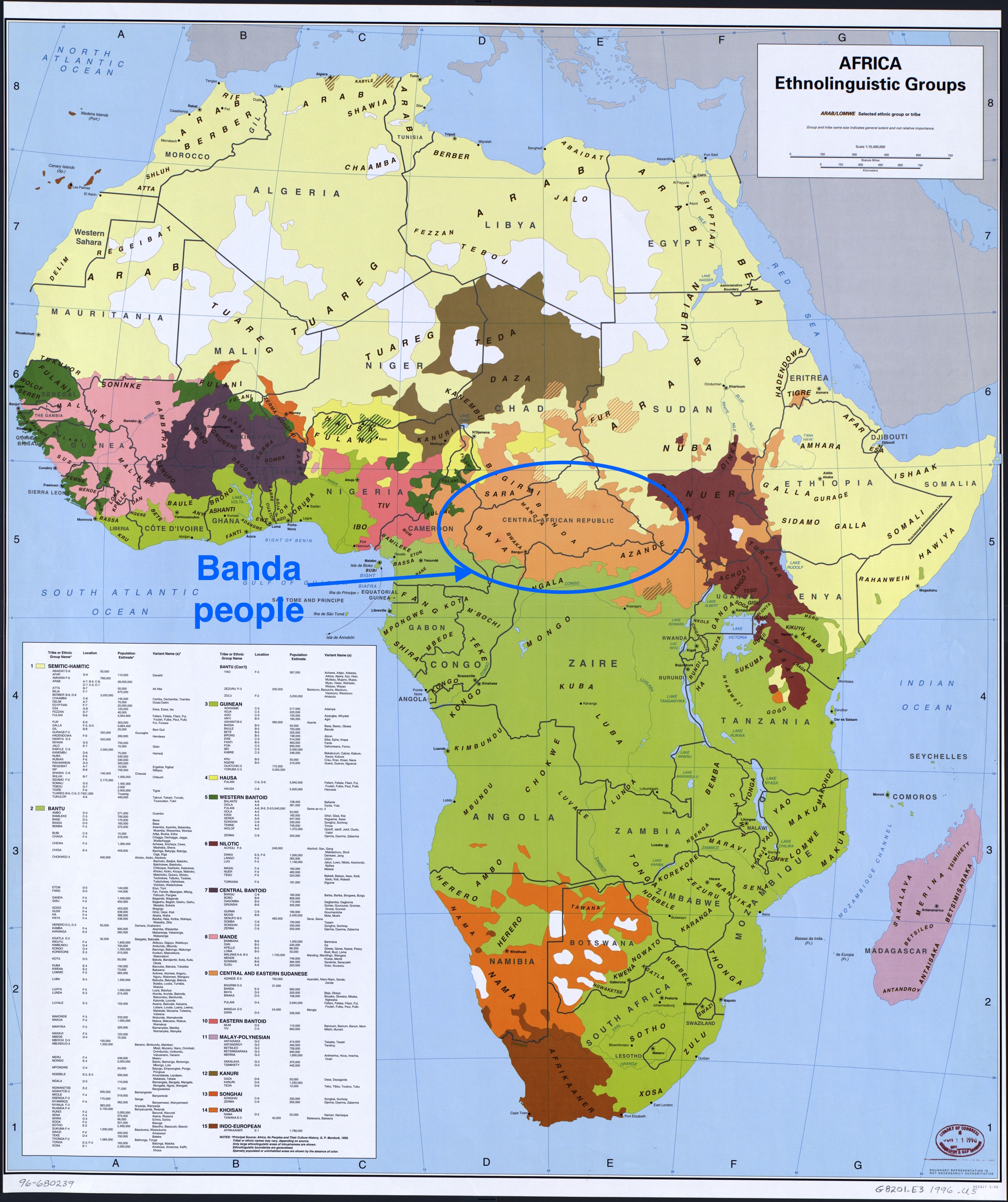
Distribución de los banda, uno de los pueblos de la República Centroafricana, en un mapa etnolingüístico de África.

En la República Centroafricana hay unos 80 grupos étnicos que van desde los pigmeos aka, cazadores recolectores, hasta los azande. Antes de la llegada de los europeos, los nativos se consideraban miembros de un clan antes que de un gran grupo étnico, y las relaciones con clanes que hablaban lenguas diferentes iban desde el comercio pacífico y los matrimonios entre tribus a la guerra y la esclavización. Los intentos de la administración colonial para dividir el país en grupos étnicos definidos nunca fue viable. Los franceses crearon un grupo elitista en el sur con tribus como los mbaka, los yakoma y los ubangi, que una vez lograda la independencia asumieron altos cargos políticos. Esto ha creado problemas políticos con las regiones del norte, donde hay más población.
El idioma sango, una lengua criolla de África con léxico principalmente del grupo ubanguiano es la lengua nacional y verdadera lengua franca de la República Centroafricana, seguida del francés como idioma oficial.
En el país hay una minoría dispersa de comerciantes griegos portugueses y yemeníes, y unos pocos franceses que viven en Bangui, donde viven también comerciantes de diamantes de África Occidental y Chad, y refugiados de varios países, como la República Democrática del Congo.

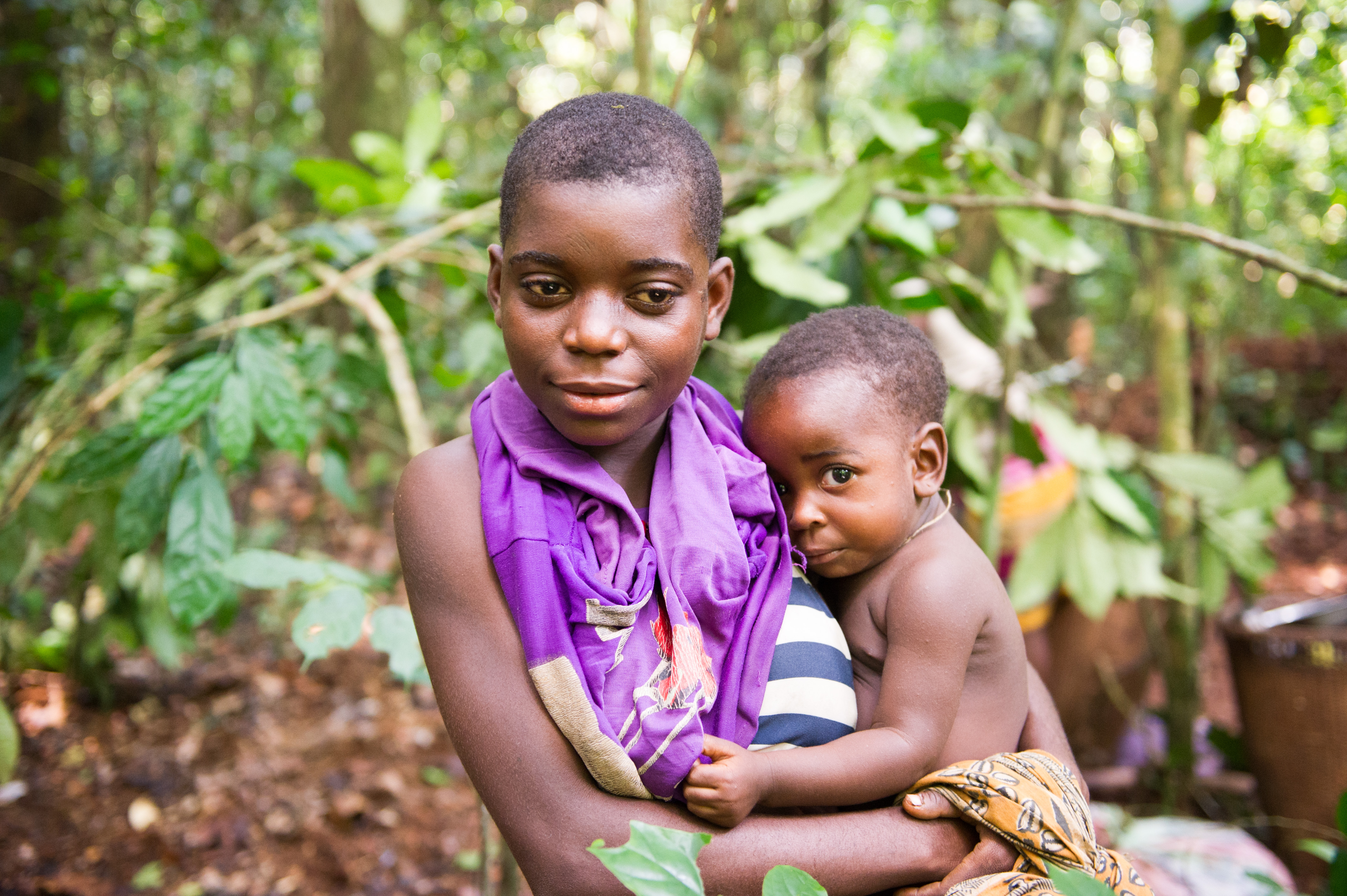
Pigmeos aka al sur de la República Centroafricana en una foto de 2015.

## Grupos étnicos principales

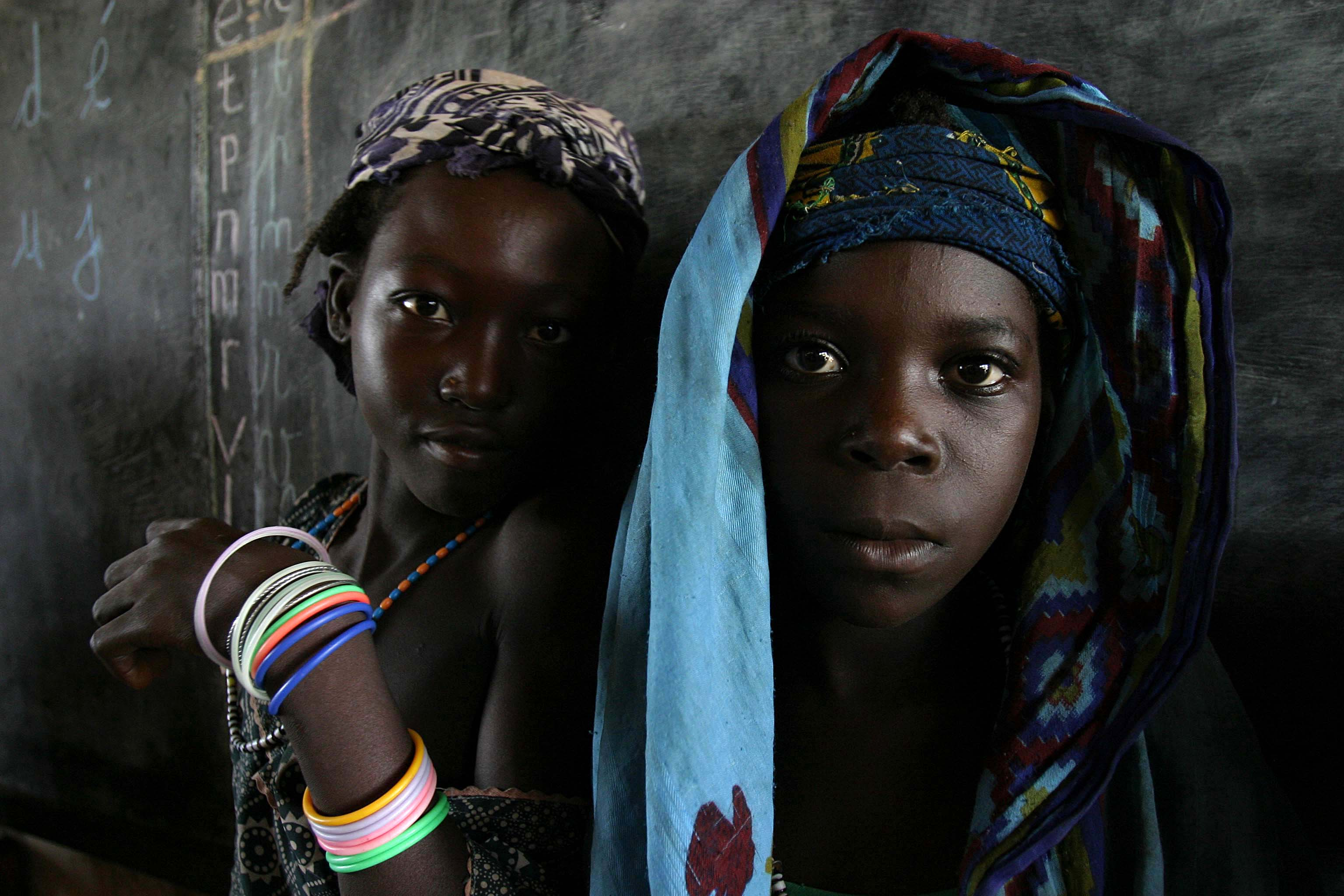
Escolares en Bangui, la ciudad más grande de la República Centroafricana.

Los pueblos más numerosos son los baya o gbaya, en torno a 1,2 millones, al oeste del país, y los banda, cerca de 1 millón, en la región central oriental. En la sabana del centro del país viven los mandija, unos 250.000, relacionados con los gbaya, los sara, los mbum o mboum, los yakoma, los azande, los baggara, los dukpu, los fulani (unos 270.000 en la RCA), los kara, los kresh, los ngbandi (unos 122.000), los mbaka, los banda-banda (unos 130.000), los yulu y varios subgrupos, como los bororo, de los fulani. En las regiones boscosas del sudoeste, ya en la cuenca del río Congo, viven los pigmeos aka, entre 8000 y 20.000 en 2005.
- Gbaya (más de 1,2 millones). Originarios de Nigeria, conocidos por su resistencia a la esclavitud contra los franceses, y por su lucha contra ellos en 1928 a causa de los trabajos del ferrocarril Congo-Océano.[5] Son agricultores (maíz, yuca, cacahuetes, tabaco, café y arroz mediante la roza y quema). La mayoría son cristianos, aunque se practica la brujería, conocida como dua.[6] La minería de diamantes sigue siendo importante.[7] Entre los subgrupos se encuentran los bokoto, los kara, los kaka, los buli y los bwaka. Los gbaya hablan una lengua del grupo adamawa-ubangi, un subgrupo de la familia Niger-Congo.

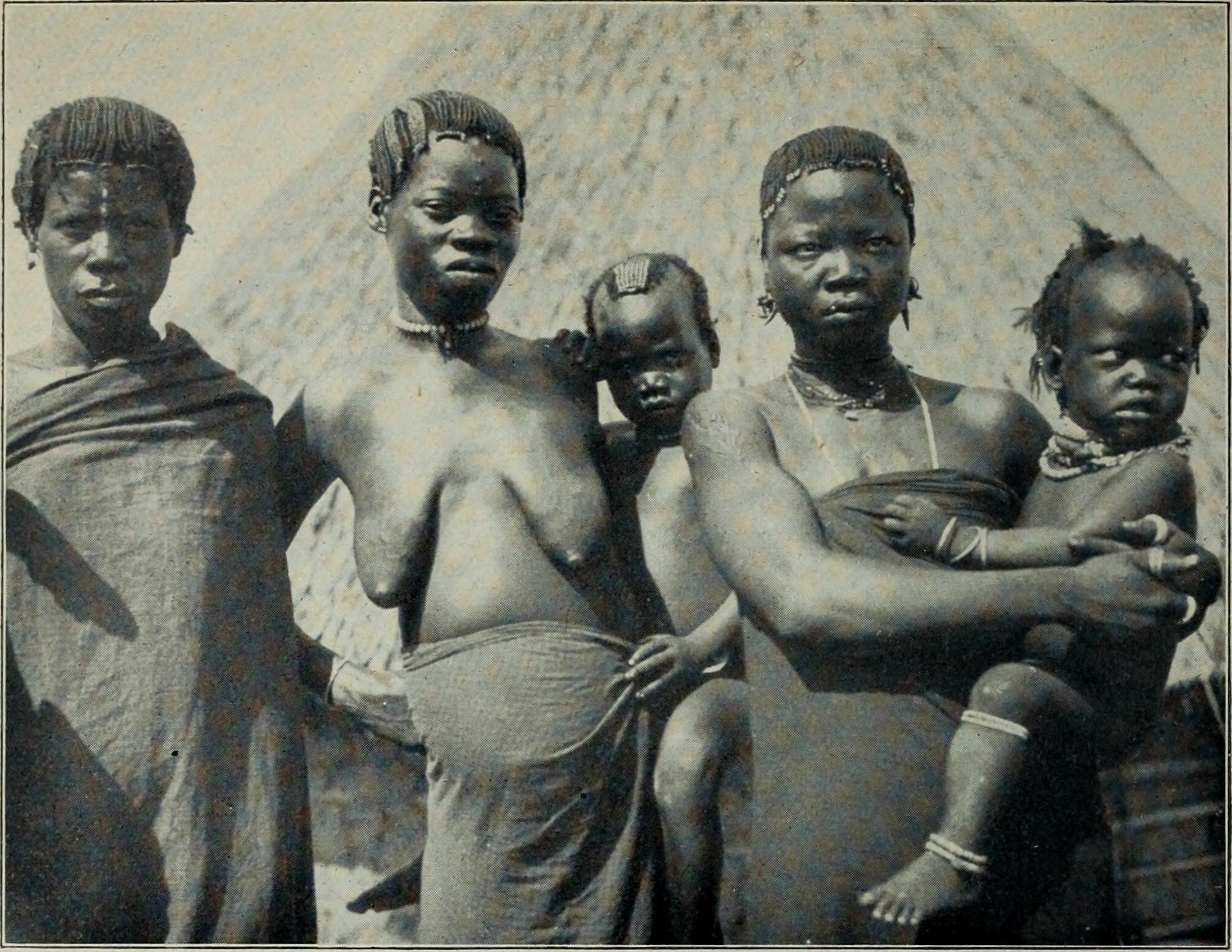
Mujeres banda de la tribu togbo en una imagen de 1910

- Banda (más de 1 millón). El mayor grupo étnico de la RCA, junto con los gbaya. También distribuidos por el Congo, Camerún y Sudán del Sur. Fueron muy afectados por la esclavitud, que los desplazó desde Camerún al macizo de los Bongo, al noreste de la RCA. Durante el dominio francés, la mayoría se convirtió al cristianismo, pero siguieron conservando una parte de sus creencias animistas. Viven en las sabanas septentrionales del país, en grupos dispersos con un líder cada uno. Son buenos artesanos y destacan sus tambores de hendidura. Cultivan algodón y yuca. Celebran ritos de iniciación. Se dividen en subgrupos como los banda-bambari o linda (unos 250.000), los banda-banda o banda-ndi (unos 130.000), los langba, langwasi, mbre o ndre, ndele, ngbugu, yangere, dakpa o dukpu (unos 100.000), togbo, yakpa y ngbaka, aunque algunos tienen entidad propia. Otros grupos se mezclaron con los Sara y se cambiaron el nombre a runga, otros se aliaron con los kreich o kresh y se llamaron ngao.[8]
- Mandija (más de 250.000), también mandja o mandya, en torno a las localidades de Sibut, Dékoa, Mbres y Grimari. Procedentes de Chad, a su llegada derrotaron al estado negrero de Rabih az-Zubayr,[9] conocido como Rabah en francés. Agricultores y ganaderos, protagonizaron una revuelta entre 1908 y 1911. Procedentes de Chad, al unirse con las poblaciones locales dieron lugar a distintas tribus: biandia, bofia, budigri, ali, banu y mbbaka-mandja.[10]
- Sara (más de 350.000 en la RCA)

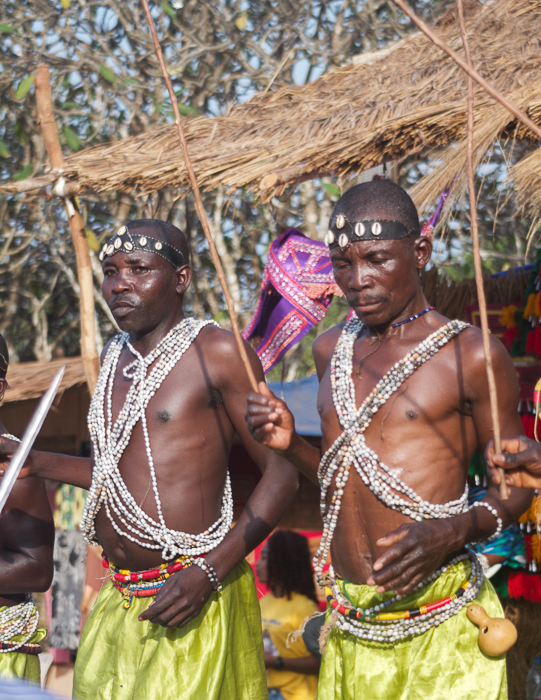
Bailarines mbun.

- Mbum o mboum (unos 17.000 de un total de 126.000).[11] El 70 % son cristianos. Se reparten por el sur de Chad, Camerún y la RCA. Durante siglos dominaron la región Adamawa, en lucha contra los fulani cuando estos eran cazadores de esclavos. Lucharon también contra la colonización alemana y francesa. Son un pueblo bantú de pequeños agricultores (café, cacahuete, algodón) y ganaderos que en la República Centroafricana vive en el noroeste, en torno a Bocaranga.
- Yakoma (unos 126.000 en la RCA). La mayoría son cristianos. Viven cerca de la ciudad congoleña de Yakoma, en el sur del país, en la orilla sur del río Uele, donde se une al río Bomu para formar el río Ubangi. Son bantús pero hablar el dialecto yakoma. Agricultores y ganaderos, cultivan algodón, aceite de palma, café y arroz. El que fue presidente entre 1986 y 1993, André Kolingba, pertenecía a esta etnia, así como el escritor Adrienne Yabouza.

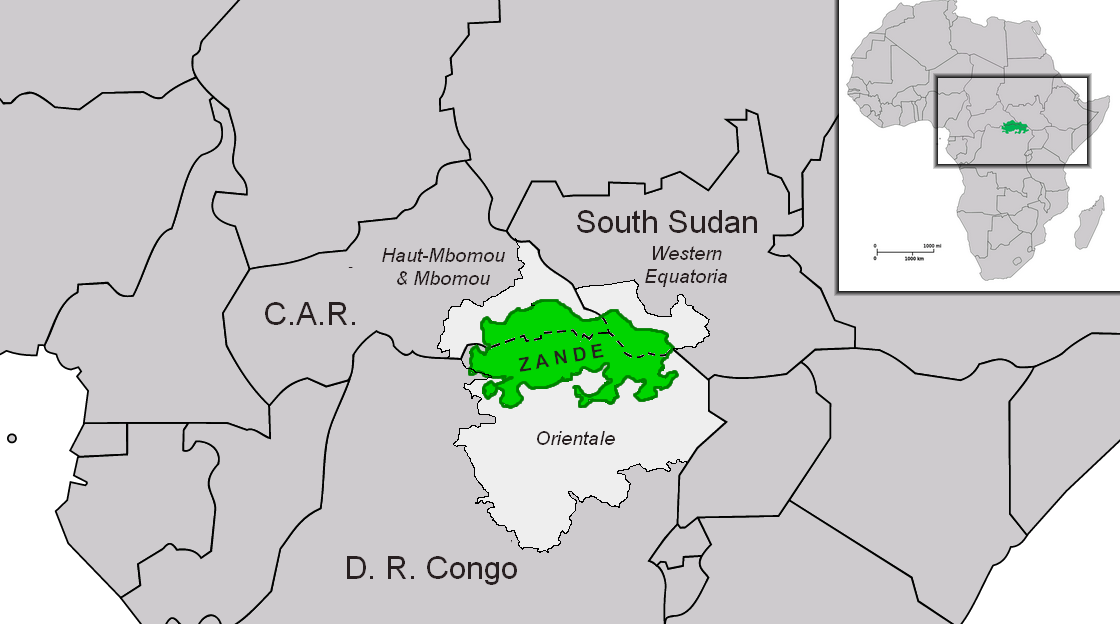
Localización de los azande en el centro de África

- Azande (unos 85.000 en la RCA, de un total de más de 3 millones). La mayoría son cristianos. Proceden de Sudán y viven en las tierras bajas del río Uele, donde llegaron huyendo de los esclavistas. Resultado de la unión de varios pueblos, asumieron la cultura de los mbomu y crearon un imperio dirigido por los avungara, seguidos de los mbomu o ambomu y los auro. Influidos por los esclavistas árabes, practicaron el mismo negocio hasta que fueron sometidos en 1879.[12] Están divididos en clanes o amplias familias que viven dispersos. Practican la poliginia.[13]
- Baggara (unos 100.000 en RCA de un total de unos 6 millones entre Sudán, Chad, Nigeria, Camerún y Níger. Son grupos árabes de pastores que introdujeron los dromedarios en la región. Parecen proceder del mestizaje de gentes venidas del Nilo con tribus del Chad y Fezzan. Fueron esclavistas hasta el siglo XX y estuvieron a las órdenes del Mahdi, Muhammad Ahmad en la Guerra mahdista contra los ingleses. En Sudán, apoyaron al Frente Islámico Nacional para islamizar a los pueblos negros del sur del país. En la RCA muchos son nómadas, crían camellos en el norte del país, en las orillas de los ríos en la estación seca y en la sabana en la húmeda. También plantan sorgo, sésamo y mijo. Las mujeres son responsables de ordeñar al ganado y vender la leche, construyen las casas, van por agua, preparan la comida y van a los mercados a vender. Los hombres cuidan el ganado, plantan las cosechas y disciplinan a los niños. Dependen enteramente del ganado.[14]
- Fulani (unos 270.000 en la RCA), también llamados fula, peuls, fulbés o mbororos, son el pueblo de pastores seminómadas musulmanes más grande del mundo, con unos 40 millones de individuos. En la República Centroafricana, debido a su relativa riqueza ganadera, han sido objeto de hostigamiento y persecución policial, sobre todo desde los conflictos armados entre el norte y el sur, y especialmente desde el golpe de Estado de 2013. Muchos han huido a Chad y a Camerún, donde permanecen en campos de refugiados. Hablan el fulfulde. Tienen origen caucásico: pelo liso, nariz recta, labios finos. Introdujeron el islam por donde pasaron y practicaron la esclavitud.[15]

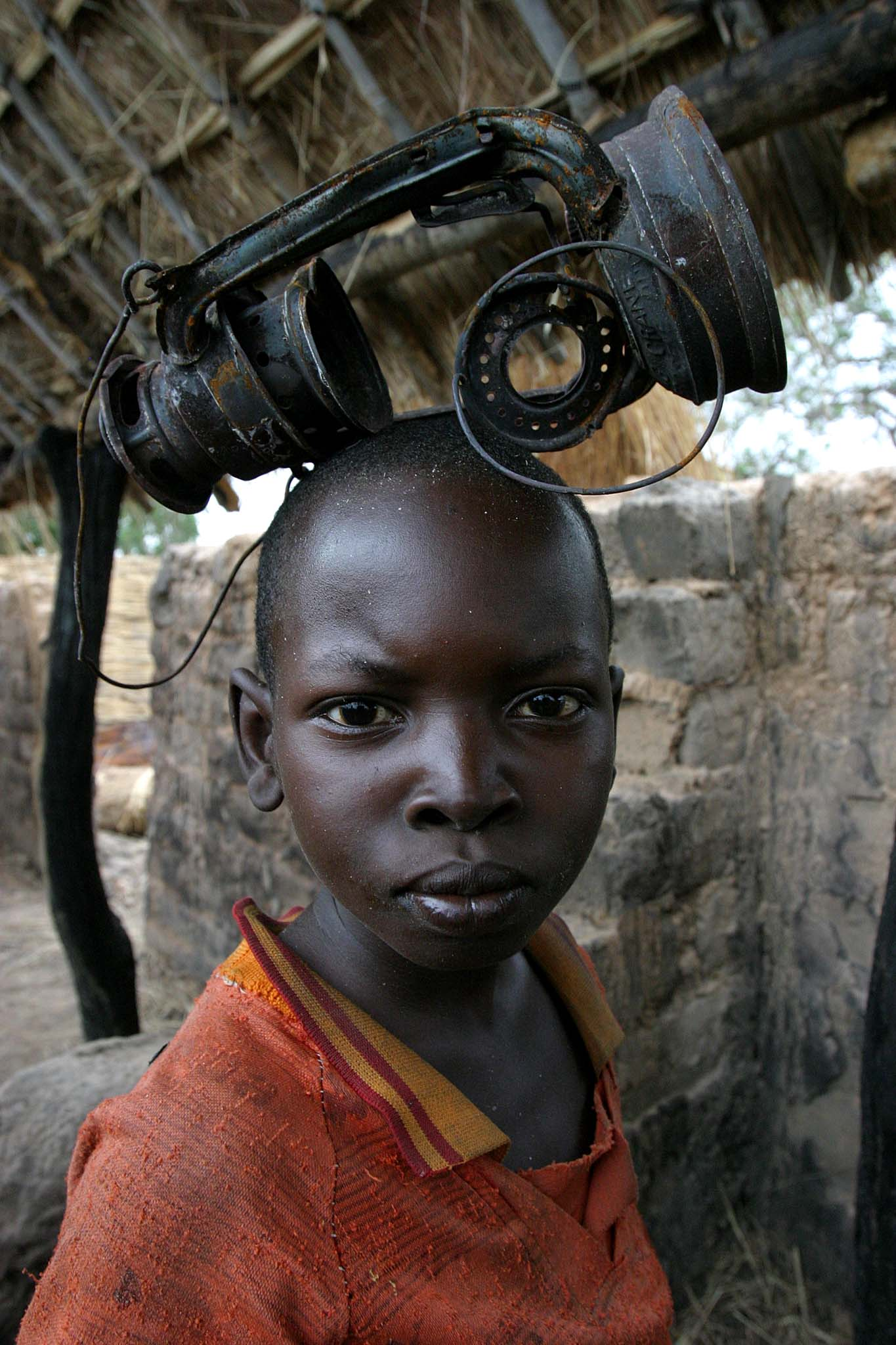
Niño de Birao, donde predomina la etnia Kara, en el norte de la Rep. Centroafricana, cerca de Chad.

- Kara (unos 100.000 repartidos entre Sudán del Sur, norte de la RCA, en Birao y Bamingui, y en zonas cercanas de Chad. Son seminómadas, viven en poblados de 20 o 30 chozas alrededor de un espacio abierto. Cultivan sorgo, calabazas, judías y cacahuetes. Como ganaderos, utilizan la carne, la leche y la sangre de las vacas. Participaron del imperio esclavista de Rabih az-Zubayr.
- Ngbandi (unos 122.000). En el extremo sur, en la confluencia de los ríos Ubangui y Uelé, en la selva. Agricultores, café, aceite de palma, pesca y caza. Desplazados por los traficantes árabes, desplazaron asimismo a otras poblaciones y formaron un reino con el nombre de nzakaras. Mobutu Sese Seko, presidente de Zaire, era ngbandi.
- Mbaka (más de 200.000), también conocidos como bwakas y ngbakas, viven en el centro del país y en la RDA (Zaire), sobre todo en el río Ubangi. Jugaron un papel clave en la historia de la República Centroafricana, al colocarlos los franceses en puestos de poder en la administración colonial, lo que los convirtió en líderes tras la independencia, entre ellos Barthélemy Boganda, David Dacko y Jean-Bedel Bokassa. Son agricultores y ganaderos. Junto con los mandja o mandija formaron los mbaka-mandja.
- Banda-banda (unos 130.000). Subgrupo de los banda.
- Yulu, unos 5.500, en el nordeste del país. Pastores y agricultores de la región montañosa de Ouanda Djallé, procedentes de Sudán, donde hay unos 20.000.
- Bororo. Son un grupo fulani de pastores nómadas repartidos entre 17 países y 7 clanes que se dispersan en la estación de las lluvias y se reúnen en la estación seca.[16]
- Pigmeos. Hay tres grupos en la RCA: los aka,[17] de 8000 a 20.000 en 2005, según la African Commission on Human and Peoples’ Rights Working Group of Experts on Indigenous Populations/Communities; los pigmeos bofi del bosque, también llamados binga o babinga, unos 3000, cazadores y recolectores principalmente, y los bayaka, biaka o suku, unos 15.000.[18]

## Creencias
El 35 % practica el animismo, el 50 % son cristianos, el 25 % son protestantes y el 15 % son musulmanes, aunque debido al conflicto su número se ha reducido significativamente. En la capital, Bangui, los musulmanes se han reducido de 100.000 a menos de un millar. En abril de 2018, más de 580.000 ciudadanos, la mayoría musulmanes, vivían fuera del país.

## Perfil demográfico
La crisis humanitaria de la República Centroafricana ha empeorado desde marzo de 2013. la alta tasa de mortalidad y la baja esperanza de vida son atribuibles a las elevadas tasas de enfermedades prevenibles y tratables, como la malaria y la malnutrición, y al inadecuado sistema sanitario, la precaria seguridad alimentaria y el conflicto armado. Las tasas más altas de mortalidad se dan en la región occidental de las minas de diamantes, empobrecida debido a los intentos del gobierno por controlar el comercio y la consiguiente caída de los precios. Por otro lado, tanto el gobierno como las ayudas internacionales se han visto reducidas hasta 2018. El débil sistema educativo y la baja tasa de alfabetización también han sufrido como consecuencia del enquistamiento del conflicto. Se han cerrado escuelas, hay pocos profesores cualificados, las infraestructuras, los recursos y los suministros son escasos y objeto de saqueo, y muchos estudiantes y profesores han sido desplazados por la violencia. Desde la crisis política iniciada en 2013, unas 370.000 personas han sido desplazadas a Chad, la República Democrática del Congo y otros países vecinos, mientras que 600.000 personas han sido desplazadas internamente hasta octubre de 2017.